# Papernest
Papernest (anticamente Souscritoo) è una startup francese creata nel 2015 da Philippe de la Chevasnerie e Benoît Fabre dedicata a semplificare i tramiti amministrativi derivate dai traslochi come la sottoscrizione e la cancellazione dei contratti energetici, Internet o telecom.

## Storia
La società è stata creata nel 2015 da Philippe de la Chevasnerie e Benoît Fabre sotto il nome di Souscritoo.
A Ottobre 2017, ha raggiunto i 100.000 utenti e 130 dipendenti. Nel 2018, la piattaforma cambia il suo nome a Papernest, per facilitare un'espansione internazionale che cominciò nello stesso anno e che ha generato circa 10 milioni di euro in una ronda di finanziamento nella quale partecipano Partech Ventures, Idinvest Partners e Kima Ventures.
A Novembre 2018, papernest arriva in Spagna e apre degli uffici a Barcellona dove impiega 50 persone.

## Distinzioni
Nel 2018, papernest occupa il 50º posto nel top 100 delle aziende francesi nel settore digitale che assumono di più.
Agli inizi del 2020, Papernest è entrata a fare parte del FT120, una riconoscimento che il governo francese da alle aziende in avvio, in fase d'ipercrescita e che hanno il potenziale per diventare leader nel settore tecnologico a scala mondiale.

## Modello economico
Il modello d'affari di Papernest parte da un modello d'affiliazione. L'utente sceglie tra i diversi fornitori che offre la piattaforma e Papernest riceve una commissione dai fornitori per ogni contratto firmato tramite la sua piattaforma, in che permette che il servizio sia gratuito per gli utenti.
Papernest lavora pure direttamente con agenzie immobiliari per facilitare i traslochi dei clienti.